# Total Recall (jeu vidéo)
 (septembre 2012).
Si vous disposez d'ouvrages ou d'articles de référence ou si vous connaissez des sites web de qualité traitant du thème abordé ici, merci de compléter l'article en donnant les références utiles à sa vérifiabilité et en les liant à la section « Notes et références ».
Total Recall est un jeu vidéo de beat them all-plate-forme adapté du film du même nom Total Recall et sorti sur NES en 1992.

## Scénario
Le but de Total Recall est le même que celui du film. On passe par plusieurs niveaux tirés des scènes du film, notamment sur Mars et dans la maison du héros. Toutefois, le scénario ne respecte pas vraiment le scénario du film avec notamment le combat contre la femme du héros ou le passage dans un immeuble rempli de clochards.